# Dekanat gośliński
Dekanat gośliński został włączony 25 marca 2004 roku do archidiecezji gnieźnieńskiej z archidiecezji poznańskiej.

## Parafie
- Parafia św. Tymoteusza w Białężynie
- Parafia św. Marii Magdaleny w Długiej Goślinie
- Parafia św. Stanisława Biskupa w Lechlinie
- Parafia św. Jakuba Apostoła w Murowanej Goślinie
- Parafia Najwyższego Arcykapłana Jezusa Chrystusa w Murowanej Goślinie
- Parafia pw. św. Mikołaja bpa w Skokach